# Ernst Ruickoldt
Ernst Emil Christian Ruickoldt (* 9. September 1892 in Weimar; † 8. Oktober 1972 in Rostock) war ein deutscher Pharmakologe, Hochschullehrer und Rektor der Universität Rostock.

## Leben
Ernst Ruickoldt war der Sohn des Mediziners Wilhelm Ruickoldt (1849–1915) und dessen Ehefrau Marta (1855–1940), geborene Schenk. Die Reifeprüfung legte er 1911 in Weimar ab. Anschließend absolvierte er ein Studium der Medizin an den Universitäten München und Göttingen. Das Studium unterbrach er von 1914 bis 1918, da er als Kriegsfreiwilliger nach Ausbruch des Ersten Weltkrieges Kriegsdienst leistete. Als Bataillonsarzt geriet er 1918 in englische Kriegsgefangenschaft. Nach seiner Entlassung führte er sein Medizinstudium fort, das er in München 1920 mit dem Staatsexamen abschloss und wo er im selben Jahr approbiert wurde. Nach dem Volontariat an der Universitätskinderklinik München wurde er dort 1921 zum Dr. med. promoviert und schloss seine pädiatrische Facharztausbildung ab. Er wechselte im selben Jahr an die Universität Rostock, wo er zunächst als Assistent am dortigen Pathologischen Institut tätig wurde und 1923 seine Facharztausbildung für Pharmakologie und Toxikologie beendete. Anschließend war er als Assistent am Pharmakologischen Institut der Universität Rostock tätig. Zusätzlich leitete er ab 1922 für acht Jahre die Sportärztliche Beratungsstelle beim Amt für Leibesübungen der Stadt Rostock und rief 1924 mit weiteren Kollegen den Deutschen Sportärztebund mit ins Leben. Er wechselte 1930 als Assistenzarzt an das Pharmakologische Institut der Universität Göttingen, wo er sich 1931 für Pharmakologie habilitierte und anschließend als 1. Assistent und Privatdozent wirkte. Zudem gehörte er ab 1932 dem Zentralvorstand des Deutschen Sportärztebundes an wurde stellvertretender Vorsitzender dieser Organisation.
Im Zuge der Machtübernahme durch die Nationalsozialisten trat Ruickoldt 1933 der SA bei, in der er 1939 den Rang eines SA-Sanitätsobersturmbannführers erreichte. Zum 1. Mai 1937 schloss er sich zudem der NSDAP an (Mitgliedsnummer 4.071.831). Ruickoldt wurde 1934 auf den Lehrstuhl für Pharmakologie der Universität Rostock berufen, wo er mit Unterbrechungen bis zu seiner Emeritierung lehrte. Mit seiner Berufung übernahm er auch die Leitung des Instituts für Pharmakologie, war von 1934 bis 1937 Landesgewerbearzt für Mecklenburg und ab 1935 beratend für die NS-Organisation Kraft durch Freude tätig. Zunächst für ein Jahr Prorektor war er als Nachfolger Ernst Heinrich Brills von 1937 bis 1941 Rektor der Universität Rostock. Nach Beginn des Zweiten Weltkrieges war er auch in Reservelazaretten in Rostock eingesetzt.
Im März 1940 fiel Ruickoldt bei einem Luftschutzeinsatz vom Dach der Universität und erlitt zahlreiche Bruchverletzungen. Danach war er teilweise gelähmt und blieb bis November 1944 in Lazarettbehandlung. Peter Holtz übernahm die Lehrstuhlvertretung. Ruickoldt wurde 1945 Mitglied des Akademischen Senats der Universität.
Nach Kriegsende wurde Ruickoldt 1945 aufgrund seiner Zugehörigkeit zu NS-Organisationen aus dem Hochschulamt entlassen. Danach war er als Gastarzt an der Universitätskinderklinik Rostock und als beratender Arzt an der Beratungsärztlichen Dienststelle der Staatlichen Sozialversicherung tätig. Von 1948 bis 1954 praktizierte er als niedergelassener Facharzt für Kinderheilkunde in Rostock. Er konnte 1954 wieder auf seinen Rostocker Lehrstuhl zurückkehren, übernahm erneut die Leitung des Pharmakologischen Instituts und ab 1956 zusätzlich kommissarisch die des Physikalisch-Chemischen Instituts. Er trat 1962 in den Ruhestand.
Ruickoldt war seit 1920 mit Hertha, geborene Faltin, verheiratet. Das Paar bekam fünf Kinder.
Seine Forschungsschwerpunkte waren „neben der Sportphysiologie besonders die Pharmakologie und Toxikologieund hier vor allem die pharmakologischen und toxikologischen Wirkungen von Urotropin (Hexamethylentetramin) auf Blase, Darm, Uterus, Blutdruck und Atmung sowie die forensische Blut-Alkohol-Bestimmung und Fragen des Arbeitsschutzes.“

## Schriften (Auswahl)
- Über das Vorkommen hypertrophischer Muskulatur bei Hypothyreosen, Med. Dissertation, Universität München 1921